# Zdeněk Poleno

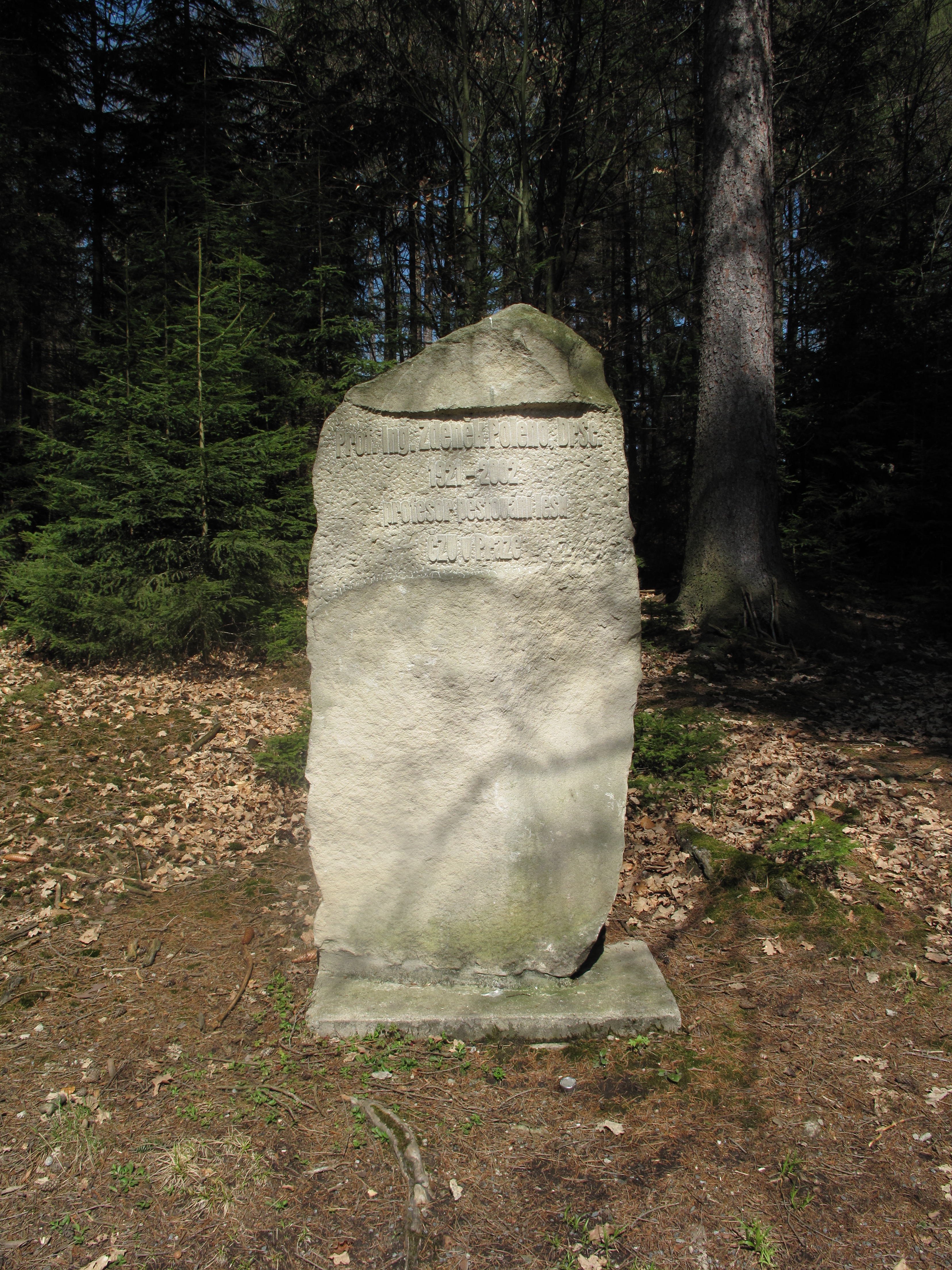
Památník Zdeňka Polena před tzv. „rektorskou chatou“ na břehu rybníka Švýcar ve Voděradských bučinách

Zdeněk Poleno (30. dubna 1921, Praha – 23. září 2002, Praha) byl lesnický odborník a pedagog, autor koncepcí pěstování lesů v Česku.
Během svého života vydal řadu publikací z oboru lesnictví a měl velký vliv na výuku i koncepci lesnictví v ČR.
Akademické tituly získal až v důchodovém věku na počátku 90. let, protože jeho habilitační práce byla na počátku 70. let pozastavena.